# 의협 방랑의 형제
의협 방랑의 형제는 한국에서 제작된 장진원 감독의 1969년 영화이다. 김지수 등이 주연으로 출연하였고 이원섭 등이 제작에 참여하였다.

## 출연

### 주연
- 김지수
- 문오장
- 윤양하

## 제작진
- 조명: 조기남
- 미술: 조경환